# Microchip Technology
Microchip Technology Inc. er en amerikansk mikrochip-virksomhed, der producerer microcontrollere, mixed-signal, analog og Flash-IP integrerede kredsløb. Produkterne omfatter microcontrollere, AVR, SAM, EEPROM-enheder, SRAM-enheder, radiofrekvens (RF) enheder, thermal, power og batteri management analog enheder.